# Свенссон, Антеро
Антеро Йоханнес Свенсон (фин. Antero Johannes Svensson; 30 ноября 1892, Ресо, Або-Бьёрнеборгская губерния — 26 апреля 1946, Хельсинки) — финский военный деятель, генерал-майор.

## Биография
Родился 30 ноября 1892 года в городе Ресо в Великом княжестве Финляндском.
В 1915 году окончил лицей в городе Або и с ноября 1915 года проходил обучение егерей в Германской империи.

### Первая мировая война
Воевал в Восточном фронте Первой мировой в 27-м Королевском Прусском егерском батальоне воевав за Германскую армию.

### Гражданская война в Финляндии
25 февраля 1918 года вернулся в Финляндию, вступив в Гражданскую войну командуя взводом драгунов.

### В промежутке между войнами
В 1926 году окончил военный колледж.
Служил три года в военном атташе Финляндии в Польской Республике, Чехословакии и Королевстве Румынии.
В 1937 году был назначен командиром Карельского гвардейского полка.

### Советско-финляндская война
В Советско-финляндской войне (1939—1940) был назначен командиром 2-й бригады.
В январе 1940 года был назначен командиром 12-й дивизии находившийся на реке Колласйоки.
Был назначен командующим Саво-Карельским военным округом в марте 1940 года.

### Вторая Мировая война
В 1941 году Финляндия объявила войну СССР вместе с Нацистской Германией.
В августе 1941 года был сформирован I корпус в которую входила 7-я армия Свенссона. Корпусу было поручено сдержать и уничтожить усиленную советскую 168-ю стрелковую дивизию, окруженную в районе Сортавалы. Задание было выполнено.
Был награждён крестом Маннергейма после победы в Сортавале.
Дивизия Свенссона к октябрю достигла Свиру.
22 июня 1944 года был сформирован V корпус. С ночи 30 июня на 1 июля войска 5-го корпуса в Выборге попали под наступление 59-й армии.

### После войны
После войны командовал Лёгкой бригадой.

## Личная жизнь
Приходился дядей экс-министру иностранных дел Финляндии (1993—1995) Хейкки Хаависто.
Умер в Хельсинки от сердечного приступа в 55 лет.

## Награды
- Крест Маннергейма
- Орден Креста Свободы
- Орден Белой Розы
- Железный крест
- Орден Заслуг Германского орла
- Орден Почетного легиона
- Орден Заслуг (Венгрия)
- Орден Трех Звезд
- Орден Великого князя литовского Гедимина
- Орден Святого Олафа
- Орден Короны
- Орден Меча
- Орден Белого Льва